# Рикардо Аройо
Рикардо Аройо (на испански: Ricardo Arroyo) е испански актьор, известен на българските зрители от испанския комедиен сериал „Новите съседи“, където изпълнява ролята на Висенте.

## Телевизия
Рикардо работи предимно в телевизионните поредици „Щурите съседи“ на Антена 3, където играе Ихинио и в „Новите съседи“, където изпълнява ролята на „Човека възглавница“ – Висенте Марото. Участвал е и в поредици като „Семеен лекар“ и др. Играел е и в театъра.
| Година     | Сериал          | Роля           | Епизоди     |
| ---------- | --------------- | -------------- | ----------- |
| 2004; 2006 | „Щурите съседи“ | Ихинио         | 18 епизода  |
| 2007 –     | „Новите съседи“ | Висенте Марото | 125 епизода |